# Clifford Irving
Pour les articles homonymes, voir Irving.
Ne pas confondre avec Clifford Irving (écrivain), journaliste et romancier américain
Clifford Irving (né le 24 mai 1914 à Peel et mort le 13 juillet 2004 à Douglas) est un homme politique mannois, président du Conseil exécutif de l'île de Man de 1977 à 1981.
Outre sa fonction de président du Conseil exécutif, il exerce aussi celle de président de comité du tourisme de l'île de Man de 1971 à 1981.

## Biographie
Avant la naissance de Clifford Irving, le père de celui-ci, Willie Irving, émigre en Afrique du Sud où sa future épouse, Mlle Cottier, le rejoint. Tous deux se marient à Kimberley et conçoivent leur enfant qui naîtra sur l'île de Man que le couple regagne quelques mois plus tard. Irving naît donc à Peel dans la maison de son grand-père, Edward Cottier.
Clifford Irving est élu MHK en 1955 et se dépense pour l'essor du tourisme sur l'île de Man, notamment dans les années 1960. Il gagne en popularité en offrant 10 000 £ mannoises à toute personne qui serait en mesure de trouver une sirène dans les eaux qui baignent l'île.
Ses fonctions de membre de la House of Keys l'amènent à représenter les circonscriptions de Douglas Nord, Ouest et Est jusqu'en 1986.
Il meurt le 13 juillet 2004, quelques semaines après ses 90 ans, à l'hôpital Noble de Douglas.